# 斯卡夫爾赫山
72°2′S 14°30′E / 72.033°S 14.500°E
斯卡夫爾赫山（英語：Skavlhø Mountain）是南極洲的山峰，位於東部南極洲的毛德皇后地，屬於帕耶山脈的一部分，海拔高度2,610米，現時受南極條約體系管理。